# ARJ (software)
ARJ is een datacompressieprogramma. Het is ontwikkeld door Robert K. Jung en de naam staat voor Archived by Robert Jung.

## Geschiedenis
In de jaren 90 was het een populair formaat op BBS'en, omdat het als een van de eerste compressieprogramma's een archief met meerdere volumes kon maken en het was tevens een van de eerste compressieprogramma's die een zelf-uitpakkende executable (self-extractor - SFX) kon combineren met een multivolume-archief. Hierdoor konden grotere bestanden over meerdere diskettes worden opgeslagen.
De laatste versie is 2.86 voor MS-DOS en 3.20 voor Windows, met zowel 16 bit- als 32 bit-versies.
Sinds Windows 95 heeft ARJ een groot marktaandeel verloren aan WinRAR en WinZip, voornamelijk omdat het nooit een echte grafische gebruikersomgeving voor Windows had.